# Heer (ancienne commune)
Heer était une ancienne commune indépendante du Limbourg. Elle a été rattachée à Maastricht en 1970. Depuis, l'ancien village est un quartier de la ville de Maastricht. Avant, jusqu'à 1828 Heer formait une commune avec Keer sous le nom de Heer en Keer.

## Histoire
L'origine du village de Heer est peu documenté. Le nom signifierait « crête de sable ». Cette même origine se retrouverait dans le nom de Borgharen. Jusqu'en août 1828, le village faisait partie de la commune de Heer en Keer.
Entre le 16 mars 1925 et le 5 avril 1938, une ligne de tramway allait de Gulpen à Maastricht. Un arrêt se trouvait à Heer.
La nouvelle municipalité de Heer incluait le village du même nom, Scharn, et des parties des quartiers de Eyldergaard, Vroendaal et De Heeg. Le 1er juillet 1970, Heer fut rattachée à Maastricht. Ceux qui souhaitaient que Heer reste séparer tentèrent des actions qui restèrent vaines. Leur slogan était « Hier blijf Hier ».

## Sources
- (nl) Cet article est partiellement ou en totalité issu de l’article de Wikipédia en néerlandais intitulé « Heer (Maastricht) » (voir la liste des auteurs).